# Pic à poitrine rayée
Dendrocopos atratus
Espèce
Statut de conservation UICN

 LC  : Préoccupation mineure
Le Pic à poitrine rayée (Dendrocopos atratus) est une espèce d'oiseaux de la famille des Picidae.

## Répartition
Son aire s'étend à travers le nord-est de l'Inde, le Bhoutan et l'Indochine.

## Liste des sous-espèces
D'après la classification de référence (version 5.1, 2015) du Congrès ornithologique international, cette espèce est constituée des sous-espèces suivantes :
- Dendrocopos atratus atratus (Blyth, 1849)
- Dendrocopos atratus vietnamensis Stepanyan, 1988